# Manuel Betí i Bonfill
Manuel Betí i Bonfill (Sant Mateu, Baix Maestrat, 25 de març de 1864 - Sant Mateu, Baix Maestrat, 17 de març de 1926) va ser un historiador valencià

## Biografia
Va cursar estudis eclesiàstics al Seminari de Tortosa, i obtingué el doctorat en dret eclesiàstic. Va ser coadjutor a Vila-real i rector a Cinctorres, càrrecs que compaginava amb una creixent afecció i dedicació als estudis històrics.
L'any 1909 va presentar al I Congrés d'Història de la Corona d'Aragó el seu primer treball: Fundación del Real Monasterio de monjes cistercienses de Santa Maria de Benifazá. L'any següent va obtenir la plaça d'arxipreste de Morella, el que li va donar accés als rics arxius de la ciutat. L'any 1917 va passar a Sant Mateu, on va fixar la seva residència definitiva i va morir l'any 1926.
Va pertànyer a la Reial Acadèmia de la Història.

## Obra
Mossèn Betí va iniciar els estudis històrics moderns de les comarques valencianes del Maestrat i Els Ports. Va publicar nombrosos articles sobre la història política, eclesiàstica i artística d'aquestes comarques del nord del País Valencià. La seva obra va ser publicada principalment al Butlletí de la Societat Castellonenca de Cultura, entitat de la qual fou un assidu col·laborador.
Se li deuen importants aportacions a les biografies de diversos pintors medievals, com ara Valentí Montoliu, Jacomart, Pere Forner, Joan i Pere Moreno, la família d'orfebres Santalínea i els picapedrers Pere Crespo i Antoni Arbó.
Va deixar inacabada una Història de Sant Mateu.